# Bilal U. Haq

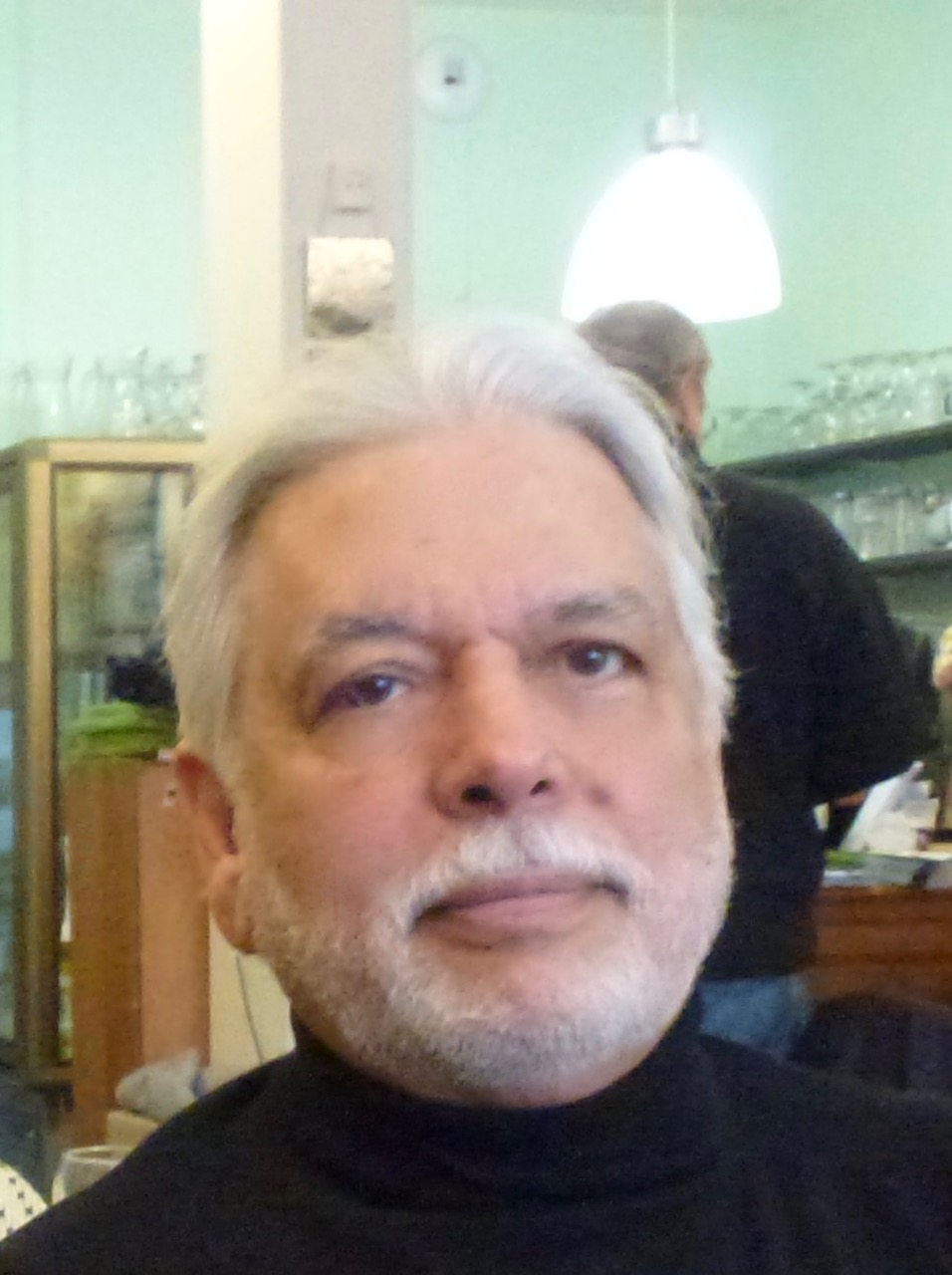
Bilal U. Haq 2013

Bilal U. Haq (geboren 8. Oktober 1948) ist ein pakistanisch-US-amerikanischer Geowissenschaftler und Dichter, der derzeit anteilig am Smithsonian Institution in Washington, D.C. und dem Institut für Geowissenschaften der Sorbonne Université in Paris arbeitet. Er ist vor allem für seine Arbeiten zu den phanerozoischen Meeresspiegelschwankungen und eustatischen Kurven bekannt, die in Wissenschaft und Industrie als Grundlage für die globale Stratigraphie und in der Explorationsgeologie weit verbreitet sind. Er ist Preisträger der Prestwich Medal für Geowissenschaften aus Frankreich.

## Leben

### Jugend und Ausbildung
Haq wurde an den Ausläufern des Himalaya geboren und zog in sehr jungen Jahren mit seinen Eltern nach Pakistan. Er erhielt seine Schulbildung an den St. Paul's English Highschool in Karatschi und der Government Central Model School in Lahore. In Lahore erwarb er den Bachelor am Government College und den Master of Science an der University of the Punjab.
1965 beteiligte er sich in Österreich an der Geologischen Bundesanstalt an einem einjährigen Forschungsprogramm für Postgraduierte der UNESCO. Zunächst beschäftigte er sich mit den miozänen planktonischen Foraminiferen des Wiener Beckens. Dann setzte ihn Herbert Stradner auf das kalkhaltige Nannoplankton und dessen Erforschung über das Elektronenmikroskop an. Haq entschloss sich diesen marinen Mikroplankton, der mit seiner Entwicklungsgeschichte bis in die Trias zurückverfolgt werden kann, zum Thema seiner Doktorarbeit zu machen, die er schließlich in Schweden erstellte. Er verteidigte 1972 seinen Doctor of Science in Meeresgeowissenschaften an der Universität Stockholm bei Ivar Hessland.

### Wissenschaftliche Karriere
Haqs Karriere erstreckt sich über fünf Jahrzehnte. Er hat an der Universität Stockholm, der Woods Hole Oceanographic Institution in Massachusetts, in verschiedenen Disziplinen der marinen Geowissenschaften geforscht. Exxon Production Research Company in Houston, die National Science Foundation in Washington D.C., die Universitäten von Kopenhagen, Cambridge, Oxford, Paris (Universität Pierre und Marie Curie bzw. ab 2018 Sorbonne Université) und Utrecht. Er hat zahlreiche multinationale Kohlenwasserstoff- und Rohstoffindustrien sowie geologische Untersuchungen auf der ganzen Welt beraten oder spezialisierte Kurse durchgeführt.
Er wurde zur Weltbank in Washington D.C. in deren Umweltministerium abgeordnet, wo er bereits 1994 einen Sonderbericht über die Auswirkungen des Klimawandels und des Meeresspiegelanstiegs auf die Volkswirtschaften der sich entwickelnden maritimen Nationen erstellte.
1994 wurde Haq von der National Science Foundation (NSF) in das Exekutivbüro des US-Präsidenten für den Bundeshaushalt des Weißen Hauses entsandt, wo er am Wissenschaftsbudget für unabhängige Wissenschaftsagenturen mitarbeitete. Haq wurde sowohl an der Tongji-Universität in Shanghai als auch am Academia Sinica Institute of Ocean Sciences in Qingdao, China, zum Honorarprofessor ernannt und war Gastprofessor an den Universitäten Oxford und Cambridge in Großbritannien.
2015 wurde er zum Mitglied der Academia Europaea für den Bereich Earth and Cosmic Sciences (Geo- und Kosmologie) gewählt.

### Engagement
Zu Haqs vielen Verdiensten um die Wissenschaft gehört die Rettung einer reichen Fossilienstätte in der chinesischen Provinz Shandong (dem Geburtsort von Konfuzius) vor der Zerstörung durch einen internationalen Aufruf. Er trug dadurch dazu bei, dass daraus heute ein Nationaler Geopark entstanden ist. Zusammen mit der chinesischen Biologin Zheng Shouyi konzipierte er einen paläontologischen Geopark in der Stadt Zhongshan in der Provinz Guangdong, in dem riesige Skulpturen stehen, die auf fossilen Mikroorganismen (Foraminiferen) basieren. Auch bei der Schaffung des Geoparks beteiligte er sich. Seit seiner Eröffnung im Dezember 2009 wird der Skulpturenpark jedes Jahr von über 200.000 Menschen besucht. Das Smithsonian Magazine erklärte den Skulpturenpark zum zweitwichtigsten „Evo-Tourismus“-Standort der Welt. Ein weiterer, größerer Foraminiferen-Skulpturenpark wurde 2017 in der Stadt Qingdao gegründet.

### Haqs Lyrik
Die Themen von Haqs Lyrik sind geprägt durch seinen wissenschaftlichen Hintergrund. Von Kollegen wird sie als "Geopoetrie" bezeichnet. Seine poetisch-politische Botschaft ist, dass wir lernen müssen, mit der Natur zu leben, wenn wir überleben wollen. Bilal Haq hat vier Gedichtbände veröffentlicht: Reflections (2016), Musings (2017), Ruminations (2017) und Glimpses of Nature and Man (2018).

## Forschung
Bilal Haqs Forschung deckt ein breites Spektrum von Geowissenschaften ab, das von der Meeresgeologie über die marine Sedimentologie, Paläozeanographie, Paläoklimatologie, Paläobiogeographie, Biostratigraphie, Seismik, Sequenz- und globale Stratigraphie bis hin zu Erdgashydraten reicht. In der Vergangenheit lag sein Fokus auf der Dokumentation von Meeresspiegeländerungen entlang der Kontinentalränder und inneren Becken für die letzten 550 Millionen Jahre der Erdgeschichte (das komplette Phanerozoikum). In jüngerer Zeit hat er seine Aufmerksamkeit auf den Einfluss der Tektonik auf die sedimentären Aufzeichnungen gerichtet. Er hat sich auch auf die Quantifizierung der Menge des gesamten messinischen Salzes konzentriert, das im tiefen mediterranen Evaporitriesen gebunden ist, und seine Auswirkungen auf die Tektonik in verschiedenen tiefen Becken und Kontinentalrändern und die Paläozeanographie dieses eingeschlossenen Meeres. Haq hat über 150 Forschungsarbeiten, Buchkapitel und Enzyklopädieartikel veröffentlicht, von denen einige zu den am häufigsten zitierten in den Geowissenschaften gehören und von denen eine unter die Top 100 Arbeiten in den Geowissenschaften aller Zeiten gewählt wurde.

## Preise und Ehrungen
Bilal Haqs wurde auf vielfältige Weise ausgezeichnet und geehrt:
- 1976: Stipendium der Geological Society of America (GSA)
- 1978: Namensgeber für eine fossile Planktonart (Reticulofenetra haqii Backman)[29][30]
- 1978: Namensgeber für eine Gattung (Haqius circumradiatus Roth)[31]
- 1998: Shepard Medal für herausragende Leistungen in der Meeresgeologie[32][33]
- 1999: Stipendium der American Association for the Advancement of Science (AAAS)
- 1999: Antarctic Medal der US-amerikanischen National Science Foundation (NSF)
- 2004: Ocean Sciences Award der American Geophysical Union (AGU)[34]
- 2013: Ehrendoktorwürde der Universität Sorbonne
- 2019: Prix Prestwich der Société Géologique de France[35][36]

## Wissenschaftliche Veröffentlichungen (Auswahl)
Bilal U. Haq hat – oft in Zusammenarbeit mit anderen Wissenschaftlern – eine Vielzahl von Büchern und Artikeln veröffentlicht. Hier eine Auswahl wichtiger Texte:
- 1966: Electron microscope studies on some Upper Eocene calcareous nannoplankton from Syria. Almqvist & Wiksell, 1966 (englisch).
- 1971: Paleogene calcareous nannoflora. Almqvist & Wiksell, 1971 (englisch).
- 1975: Geological time table. 6. überarbeitete und aktualisierte Auflage. Elsevier Science, Amsterdam / New York 2007, ISBN 978-0-444-52982-4 (englisch, Erstausgabe:  1975).
- 1978: mit Anne Boersma: Introduction to marine micropaleontology. Elsevier, 1978 (englisch).
- 1983: Nannofossil Biostratigraphy. Van Nostrand Reinhold Company, New York 1984 (englisch, Erstausgabe:  1983).
- 1985: mit John D. Milliman: Marine geology and oceanography of Arabian Sea and coastal Pakistan. Van Nostrand Reinhold Company, New York 1985 (englisch).
- 1987: Field guide of IGCP Project 199 field seminar on Permian-Triassic succession in the Salt Range, Pakistan. In: Pakistan Museum of National History. 1987 (englisch).
- 1987: mit Jan Hardenbol, Peter R. Vail: Chronology of fluctuating sea levels since the Triassic. In: Science. Band 235, Nr. 4793, 1987, S. 1156–1167 (englisch).
- 1997: mit Syed M. Haq, Gunnar Kullenberg, Jan H. Stel: Coastal zone management imperative for maritime developing nations. Springer Science & Business Media, 1997 (englisch).
- 2008: mit Alessandro Amorosi, Luisa Sabato: Advances in application of sequence stratigraphy in Italy. Dipartimento di Scienze della Terra e Geologico-Ambientali, Università di Bologna, 2008 (englisch).
- 2017: mit Brian T. Huber: Anatomy of a eustatic event during the Turonian (Late Cretaceous) hot greenhouse climate. In: Science China / Earth sciences. Band 60, Nr. 1. SpringerLink (Online service), Januar 2017, S. 20–29, urn:nbn:de:1111-201701309312 (englisch).
- 2020: mit Christian Gorini: Mapping the abyssal Mediterranean's Messinian Evaporite Giant: Salt volumetrics from all deep basins. In: EGU General Assembly Conference Abstracts. 2020 (englisch).
- 2021: mit Liviu Matenco, Attila Balázs, Fadi Henri Nader, László Fodor: Advances in the understanding of multi-scale and coupled evolution of orogens, sedimentary basins and the underlying lithosphere. In: Global and Planetary Change. 2. November 2021 (englisch).